# Zelotes humilis
Zelotes humilis är en spindelart som först beskrevs av William Frederick Purcell 1907.  Zelotes humilis ingår i släktet Zelotes och familjen plattbuksspindlar. Inga underarter finns listade i Catalogue of Life.